# Stazione meteorologica di Latronico
La stazione meteorologica di Latronico è la stazione meteorologica di riferimento per il servizio meteorologico dell'Aeronautica Militare e per l'Organizzazione Mondiale della Meteorologia, relativa alla località di Latronico e alla corrispondente area dell'Appennino meridionale.

## Storia
Già nella metà dell'Ottocento, il clima della località era monitorato grazie alle rilevazioni effettuate da Gaetano Arcieri, studioso di Latronico.
Il 1º novembre 1940 iniziò l'attività la stazione meteorologica, ubicata sul tetto di un edificio che si affaccia su una piccola piazza nella parte più alta del centro storico, denominata Castello. Il 20 dicembre 1953 la stazione fu spostata sul tetto di un altro edificio, situato a pochi metri di distanza dal precedente, senza compromettere pertanto l'omogeneità dei dati della serie storica.
Fino al 1945 le osservazioni meteorologiche e la rilevazione dei dati venivano effettuate dal viceparroco della Parrocchia di Sant'Egidio, per poi passare fino al 1987 ad impiegati civili del Ministero della Difesa e, da allora, direttamente agli ufficiali dell'Aeronautica Militare.
Nel 1998 l'osservatorio meteorologico venne dotato anche di una stazione automatica DCP, in affiancamento alla stazione meteorologica tradizionale, per facilitare anche la raccolta e la trasmissione dei dati utili all'assistenza alla navigazione aerea, funzione da sempre svolta dall'osservatorio assieme allo studio e al monitoraggio del clima che caratterizza la corrispondente area appenninica.

Nel corso del 2024 la stazione è rimasta inattiva tra il 4 maggio e il 23 settembre.

## Caratteristiche
La stazione meteorologica è situata nell'Italia meridionale, in provincia di Potenza, nel comune di Latronico, a 896 metri s.l.m. e alle coordinate geografiche 40°05′15.13″N 16°00′48.9″E.
Per l'altitudine a cui è ubicata, la stazione è annoverata tra i teleposti di montagna.

## Medie climatiche ufficiali

### Dati climatologici 1971-2000
In base alle medie climatiche del periodo 1971-2000, la temperatura media del mese più freddo, febbraio, è di +4,2 °C, mentre quella del mese più caldo, agosto, è di +20,8 °C; mediamente si contano 30 giorni di gelo all'anno e 4 giorni con temperatura massima uguale o superiore ai +30 °C. I valori estremi di temperatura registrati nel medesimo trentennio sono i -9,4 °C del gennaio 1979 e i +34,8 °C dell'agosto 2000.
Le precipitazioni medie annue si attestano a 981 mm, mediamente distribuite in 91 giorni di pioggia, con minimo in estate, picco massimo in inverno e massimo secondario in autunno.
L'umidità relativa media annua fa registrare il valore di 73 % con minimo di 65 % a luglio e massimi di 80 % a novembre e a dicembre; mediamente si contano 12 giorni di nebbia all'anno.
Di seguito è riportata la tabella con le medie climatiche e i valori massimi e minimi assoluti registrati nel trantennio 1971-2000 e pubblicati nell'Atlante Climatico d'Italia del Servizio Meteorologico dell'Aeronautica Militare relativo al medesimo trentennio.
| Latronico (1971-2000)           | Mesi        | Mesi        | Mesi        | Mesi        | Mesi        | Mesi        | Mesi        | Mesi        | Mesi        | Mesi        | Mesi        | Mesi        | Stagioni | Stagioni | Stagioni | Stagioni | Anno  |
| Latronico (1971-2000)           | Gen         | Feb         | Mar         | Apr         | Mag         | Giu         | Lug         | Ago         | Set         | Ott         | Nov         | Dic         | Inv      | Pri      | Est      | Aut      | Anno  |
| ------------------------------- | ----------- | ----------- | ----------- | ----------- | ----------- | ----------- | ----------- | ----------- | ----------- | ----------- | ----------- | ----------- | -------- | -------- | -------- | -------- | ----- |
| T. max. media (°C)              | 6,4         | 6,7         | 9,0         | 11,8        | 17,1        | 21,2        | 24,5        | 24,6        | 20,9        | 15,9        | 10,8        | 7,6         | 6,9      | 12,6     | 23,4     | 15,9     | 14,7  |
| T. min. media (°C)              | 2,0         | 1,6         | 3,1         | 5,3         | 10,1        | 13,7        | 16,4        | 16,9        | 13,9        | 10,2        | 5,9         | 3,1         | 2,2      | 6,2      | 15,7     | 10,0     | 8,5   |
| T. max. assoluta (°C)           | 15,2 (1991) | 19,8 (1977) | 21,4 (1991) | 25,2 (1999) | 28,4 (1973) | 31,4 (1982) | 34,6 (1988) | 34,8 (2000) | 31,4 (1975) | 28,0 (1991) | 21,6 (1996) | 19,2 (1989) | 19,8     | 28,4     | 34,8     | 31,4     | 34,8  |
| T. min. assoluta (°C)           | −9,4 (1979) | −6,6 (1983) | −7,6 (1971) | −5,0 (1973) | 1,8 (1974)  | 4,0 (1975)  | 8,4 (1978)  | 8,2 (1978)  | 4,4 (1971)  | 0,2 (1997)  | −4,0 (1973) | −6,8 (1991) | −9,4     | −7,6     | 4,0      | −4,0     | −9,4  |
| Giorni di calura (Tmax ≥ 30 °C) | 0           | 0           | 0           | 0           | 0           | 0           | 2           | 2           | 0           | 0           | 0           | 0           | 0        | 0        | 4        | 0        | 4     |
| Giorni di gelo (Tmin ≤ 0 °C)    | 7           | 9           | 5           | 1           | 0           | 0           | 0           | 0           | 0           | 0           | 2           | 6           | 22       | 6        | 0        | 2        | 30    |
| Precipitazioni (mm)             | 92,7        | 105,9       | 84,3        | 94,4        | 57,7        | 35,4        | 23,1        | 37,6        | 64,6        | 113,5       | 140,9       | 130,5       | 329,1    | 236,4    | 96,1     | 319,0    | 980,6 |
| Giorni di pioggia               | 9           | 9           | 9           | 10          | 7           | 4           | 3           | 5           | 6           | 8           | 10          | 11          | 29       | 26       | 12       | 24       | 91    |
| Giorni di nebbia                | 2           | 2           | 2           | 1           | 1           | 0           | 0           | 0           | 0           | 1           | 1           | 2           | 6        | 4        | 0        | 2        | 12    |
| Umidità relativa media (%)      | 79          | 76          | 73          | 72          | 72          | 69          | 65          | 66          | 69          | 75          | 80          | 80          | 78,3     | 72,3     | 66,7     | 74,7     | 73    |

### Dati climatologici 1961-1990
Secondo i dati medi del trentennio 1961-1990, la temperatura media del mese più freddo, gennaio, si attesta a +3,9 °C, mentre quella del mese più caldo, agosto, è di +20,3 °C. Nel medesimo trentennio, la temperatura minima assoluta ha toccato i -10,8 °C nel gennaio 1968 (media delle minime assolute annue di -6,4 °C), mentre la massima assoluta ha fatto registrare i +34,6 °C nel luglio 1988 (media delle massime assolute annue di +31,3 °C).
La nuvolosità media annua si attesta a 4 okta, con minimi di 2,1 okta a luglio e ad agosto e massimo di 5,1 okta a febbraio.
Le precipitazioni medie annue superano i 950 mm, distribuite mediamente in 95 giorni, con un picco tra l'autunno e l'inverno ed un minimo estivo.
L'umidità relativa media annua fa registrare il valore di 71,6 % con minimo di 64 % a luglio e massimo di 79 % a novembre.
| Latronico (1961-1990)       | Mesi         | Mesi        | Mesi        | Mesi        | Mesi        | Mesi        | Mesi        | Mesi        | Mesi        | Mesi        | Mesi        | Mesi        | Stagioni | Stagioni | Stagioni | Stagioni | Anno  |
| Latronico (1961-1990)       | Gen          | Feb         | Mar         | Apr         | Mag         | Giu         | Lug         | Ago         | Set         | Ott         | Nov         | Dic         | Inv      | Pri      | Est      | Aut      | Anno  |
| --------------------------- | ------------ | ----------- | ----------- | ----------- | ----------- | ----------- | ----------- | ----------- | ----------- | ----------- | ----------- | ----------- | -------- | -------- | -------- | -------- | ----- |
| T. max. media (°C)          | 6,0          | 6,3         | 8,5         | 11,8        | 16,9        | 20,6        | 24,0        | 24,1        | 20,8        | 15,7        | 10,9        | 7,4         | 6,6      | 12,4     | 22,9     | 15,8     | 14,4  |
| T. min. media (°C)          | 1,7          | 1,6         | 2,9         | 5,5         | 9,9         | 13,3        | 16,1        | 16,4        | 13,9        | 10,0        | 6,0         | 3,0         | 2,1      | 6,1      | 15,3     | 10,0     | 8,4   |
| T. max. assoluta (°C)       | 19,0 (1962)  | 19,8 (1977) | 20,4 (1970) | 22,0 (1977) | 28,6 (1969) | 31,4 (1982) | 34,6 (1988) | 33,4 (1965) | 31,4 (1975) | 27,2 (1981) | 21,6 (1963) | 19,2 (1989) | 19,8     | 28,6     | 34,6     | 31,4     | 34,6  |
| T. min. assoluta (°C)       | −10,8 (1968) | −8,2 (1967) | −8,6 (1963) | −5,0 (1973) | 0,0 (1967)  | 4,0 (1975)  | 8,4 (1978)  | 8,2 (1978)  | 4,4 (1971)  | 0,6 (1978)  | −4,0 (1973) | −7,4 (1967) | −10,8    | −8,6     | 4,0      | −4,0     | −10,8 |
| Nuvolosità (okta al giorno) | 5,0          | 5,1         | 5,0         | 5,0         | 4,1         | 3,2         | 2,1         | 2,1         | 3,1         | 3,8         | 4,5         | 5,0         | 5,0      | 4,7      | 2,5      | 3,8      | 4,0   |
| Precipitazioni (mm)         | 108,6        | 98,9        | 83,5        | 79,6        | 53,6        | 42,4        | 22,4        | 45,7        | 60,4        | 101,5       | 132,0       | 145,5       | 353,0    | 216,7    | 110,5    | 293,9    | 974,1 |
| Giorni di pioggia           | 10           | 10          | 10          | 10          | 7           | 5           | 3           | 5           | 6           | 8           | 10          | 11          | 31       | 27       | 13       | 24       | 95    |
| Umidità relativa media (%)  | 77           | 75          | 72          | 70          | 70          | 69          | 64          | 65          | 66          | 74          | 79          | 78          | 76,7     | 70,7     | 66       | 73       | 71,6  |

### Dati climatologici 1951-1980
In base alle medie climatiche del periodo 1951-1980, effettivamente elaborate tra il 1953 e il 1980, la temperatura media del mese più caldo, agosto, si attesta a +20,2 °C, mentre la temperatura media del mese più freddo, gennaio, fa registrare il valore di +3,6 °C.
Nel trentennio esaminato, la temperatura massima più elevata di +34,4 °C risale all'agosto 1957, mentre la temperatura minima più bassa di -10,8 °C fu registrata nel gennaio 1968.
| Latronico (1951-1980) | Mesi         | Mesi        | Mesi        | Mesi        | Mesi        | Mesi        | Mesi        | Mesi        | Mesi        | Mesi        | Mesi        | Mesi        | Stagioni | Stagioni | Stagioni | Stagioni | Anno  |
| Latronico (1951-1980) | Gen          | Feb         | Mar         | Apr         | Mag         | Giu         | Lug         | Ago         | Set         | Ott         | Nov         | Dic         | Inv      | Pri      | Est      | Aut      | Anno  |
| --------------------- | ------------ | ----------- | ----------- | ----------- | ----------- | ----------- | ----------- | ----------- | ----------- | ----------- | ----------- | ----------- | -------- | -------- | -------- | -------- | ----- |
| T. max. media (°C)    | 5,6          | 6,3         | 8,5         | 11,5        | 16,4        | 20,6        | 23,6        | 24,0        | 20,5        | 15,3        | 10,9        | 7,4         | 6,4      | 12,1     | 22,7     | 15,6     | 14,2  |
| T. min. media (°C)    | 1,6          | 1,8         | 3,2         | 5,5         | 9,8         | 13,5        | 15,9        | 16,4        | 13,8        | 9,8         | 6,3         | 3,3         | 2,2      | 6,2      | 15,3     | 10,0     | 8,4   |
| T. max. assoluta (°C) | 19,0 (1962)  | 19,8 (1977) | 21,6 (1955) | 24,2 (1953) | 28,6 (1969) | 31,6 (1957) | 33,8 (1967) | 34,4 (1957) | 31,4 (1975) | 26,0 (1957) | 22,0 (1960) | 16,6 (1978) | 19,8     | 28,6     | 34,4     | 31,4     | 34,4  |
| T. min. assoluta (°C) | −10,8 (1968) | −9,0 (1956) | −8,6 (1963) | −5,0 (1973) | 0,0 (1967)  | 4,0 (1975)  | 8,4 (1971)  | 8,2 (1978)  | 4,4 (1971)  | 0,6 (1978)  | −4,0 (1973) | −8,2 (1957) | −10,8    | −8,6     | 4,0      | −4,0     | −10,8 |

## Valori estremi

### Temperature estreme mensili dal 1946 ad oggi
Nella tabella sottostante sono riportate le temperature massime e minime assolute mensili, stagionali ed annuali dal 1946 ad oggi, con il relativo anno in cui si queste si sono registrate. La massima assoluta del periodo esaminato di +37,6 °C registrati nell'agosto 1946, mentre la minima assoluta di -10,8 °C è del gennaio 1968.
| Latronico (1946-2023) | Mesi         | Mesi        | Mesi        | Mesi        | Mesi        | Mesi        | Mesi        | Mesi        | Mesi        | Mesi        | Mesi        | Mesi        | Stagioni | Stagioni | Stagioni | Stagioni | Anno  |
| Latronico (1946-2023) | Gen          | Feb         | Mar         | Apr         | Mag         | Giu         | Lug         | Ago         | Set         | Ott         | Nov         | Dic         | Inv      | Pri      | Est      | Aut      | Anno  |
| --------------------- | ------------ | ----------- | ----------- | ----------- | ----------- | ----------- | ----------- | ----------- | ----------- | ----------- | ----------- | ----------- | -------- | -------- | -------- | -------- | ----- |
| T. max. assoluta (°C) | 19,0 (1962)  | 19,8 (1977) | 24,8 (2001) | 27,6 (2003) | 31,6 (2006) | 35,0 (2006) | 35,0 (2007) | 37,6 (1946) | 37,0 (1946) | 28,0 (1991) | 24,0 (2022) | 19,4 (2014) | 19,8     | 31,6     | 37,6     | 37,0     | 37,6  |
| T. min. assoluta (°C) | −10,8 (1968) | −9,0 (1956) | −8,6 (1963) | −5,4 (2003) | 0,0 (1967)  | 4,0 (1975)  | 8,4 (1978)  | 8,2 (1978)  | 4,4 (1971)  | 0,2 (1997)  | −4,0 (1973) | −8,2 (1957) | −10,8    | −8,6     | 4,0      | −4,0     | −10,8 |